# Suzy Solidor
Suzy Solidor, nom de scène de Suzanne Marion, est une chanteuse, actrice et romancière française née le 18 décembre 1900 à Saint-Servan (Ille-et-Vilaine) et morte le 31 mars 1983 à Cagnes-sur-Mer (Alpes-Maritimes).
Nommée « la Madone des matelots », est une figure emblématique des années 1930. Symbole de la garçonne des « Années folles », elle a contribué à populariser auprès du grand public, le milieu lesbien parisien, célébrant par l'interprétation de plusieurs chansons les amours saphiques (par exemple : Ouvre, ou Obsession).

## Biographie
Suzy Solidor naît de père inconnu à Saint-Servan-sur-Mer (commune aujourd'hui rattachée à Saint-Malo) dans le quartier de la Pie. Sa mère, Louise Marie Adeline Marion, âgée de près de trente ans, est alors domestique de Robert Henri Surcouf, avocat, député de Saint-Malo et armateur, descendant de la famille du célèbre corsaire .
Pour échapper à sa condition de fille-mère, Louise Marion épouse le 10 septembre 1907 Eugène Prudent Rocher qui reconnaît la petite Suzanne, alors âgée de sept ans. Celle-ci prend dès lors le nom de Suzanne Rocher. La famille s'installe dans le quartier de Solidor à Saint-Servan, qui va inspirer plus tard son nom de scène à Suzy. Elle est à cette époque, la voisine de Louis Duchesne, chemin de la Corderie, sur la cité d'Aleth.

### Une «garçonne»

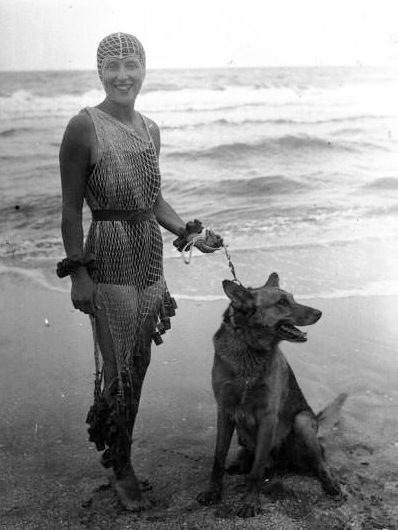
Suzy Solidor sur la plage de Deauville en 1929.

Suzy Solidor apprend à conduire en 1916 et passe son permis l'année suivante, ce qui à l'époque est exceptionnel pour une femme. Peu avant l'armistice de 1918, promue chauffeur des états-majors, elle conduit des ambulances sur le front de l'Oise puis de l'Aisne,.
Après la guerre, elle s'installe à Paris. À cette époque, elle rencontre Yvonne de Bremond d'Ars, célèbre et très mondaine antiquaire, laquelle devient sa compagne pendant onze ans. « Ce fut Bremond d'Ars qui la première lança Solidor en tant qu’œuvre d'art et qui la présenta au public comme image / icône (...) Elle m'a sculptée, déclare elle-même, Solidor ».
Après leur séparation en 1931, Suzy Solidor entretient plusieurs liaisons avec d'autres femmes. L'artiste noue une aventure amoureuse avec l'aviateur Jean Mermoz qui lui offre un magnifique bijou, cœur de diamants traversé par une flèche de rubis. Le pilote fait également réaliser d'elle, un portrait par Paul Colin.
Elle se tourne vers la chanson en 1929 et adopte peu après, le pseudonyme sous lequel elle devient célèbre. Elle fait ses débuts à Deauville, au cabaret Le Brummel. Son répertoire se compose essentiellement de chansons de marins et d’œuvres plus sensuelles, équivoques et audacieuses. Sa voix grave, quasi masculine (« une voix qui part du sexe » selon Jean Cocteau), son physique androgyne, ses cheveux blonds et sa frange au carré marquent les esprits. Surnommée « l'Amiral », icône de la chanson maritime, elle se produit en 1933 avec succès à L'Européen puis ouvre rue Sainte-Anne « La Vie parisienne », un cabaret « chic et cher », lieu de rencontres homosexuelles, où chante entre autres le jeune Charles Trenet.
En 1930, elle ouvre quai Voltaire un magasin d'antiquités et d'objets d'art premier, appelé La Grande Mademoiselle, avec le soutien de Henri Saulnier-Ciolkowski et de son épouse Marie-Ange, cette dernière reprenant la gestion de l'échoppe en 1933, où se croisent de nombreux artistes,.

### Muse et modèle
Sa réputation lui vaut d'apparaître en 1936 dans l'adaptation cinématographique du roman sulfureux de Victor Margueritte, La Garçonne. Elle devient parallèlement l'égérie des photographes des magazines de mode et des peintres, sa silhouette sculpturale inspirant plus de 200 d'entre eux, parmi lesquels Jean-Denis Maillart, Raoul Dufy, Maurice de Vlaminck, Yves Brayer, Francis Picabia, Man Ray, Jean-Gabriel Domergue, Jean-Dominique Van Caulaert, Kees van Dongen, Arthur Greuell, Foujita, Suzanne Van Damme, Marie Laurencin, Francis Bacon et Jean Cocteau. Son portrait le plus célèbre est signé par l'artiste peintre Tamara de Lempicka en 1935, laquelle accepte la commande sollicitée par Yvonne de Brémond d'Ars, dans l'hypothèse où Suzy pose nue.
La chanteuse la plus croquée du siècle a dit d'elle-même, avec humour : « Je suis plus à peindre qu'à blâmer ».

### L'Occupation
Durant l’Occupation, son cabaret La Vie Parisienne, rouvre en septembre 1940. Le lieu est fréquenté par de nombreux officiers allemands. Suzy Solidor ajoute à son répertoire une adaptation française de Lili Marleen, chanson allemande adoptée par les soldats de la Wehrmacht, avant de l'être par les armées alliées, qu'elle interprète de façon régulière à l'antenne de la station Radio-Paris.
On retrouve Suzy Solidor parmi les vedettes régulièrement invitées à l'antenne de la chaîne de télévision allemande Fernsehsender Paris, jusqu'à la libération de la capitale.
Selon André Halimi, « elle mériterait un brevet d'endurance pour l'inlassable activité qu'elle mena pendant l'Occupation, car elle passe d'un cabaret à l'autre, d'une radio à l'autre, d'un music-hall à l'autre ». Ces activités  lui valent d'être traduite à la Libération devant la commission d'épuration des milieux artistiques, laquelle lui inflige un blâme et lui impose une interdiction d’exercer de 5 ans. Elle cède alors la direction de son cabaret à la chanteuse Colette Mars laquelle y a fait ses débuts et part chanter aux États-Unis.

### L'après-guerre
De retour à Paris, Suzy Solidor ouvre en février 1954 le cabaret « Chez Suzy Solidor », rue Balzac à proximité, près des Champs-Élysées, qu'elle dirige jusqu'au début de l'année 1960, avant de se retirer sur la Côte d'Azur. Elle s'installe à Cagnes-sur-Mer où elle inaugure la même année un nouveau cabaret, « Chez Suzy », décoré avec 224 de ses portraits.
Elle s'y produit jusqu’en 1967 avant de prendre la direction d'un magasin d'antiquités, place du château du Haut de Cagnes où elle accueille un temps Michèle Mochot, la jeune maîtresse du couple Debord-Bernstein.
Continuant sa collection de portraits, elle en commande un nouveau à Francis Bacon, lequel accepte de la peindre en 1957, pour rembourser une dette de jeu. Elle déteste ce tableau et le met en vente en 1970 ; Bacon le rachète et le détruit.
En septembre 1973, elle offre une quarantaine de ses portraits à la ville de Cagnes-sur-Mer, figurant depuis parmi les œuvres remarquables du musée-château Grimaldi dans le Haut de Cagnes.

### Mort
Suzy Solidor meurt à l'âge de 82 ans, le 31 mars 1983 à Cagnes-sur-Mer et est inhumée au cimetière ancien de la même ville.

## Postérité
Suzy Solidor est le sujet principal de la chanson Sad Songs du groupe The Christians et de la pièce All I Want is One Night écrite par Jessica Walker.

## Répertoire
- Dans un port (Suzy Solidor)
- C'est à Hambourg
- Je t'espère
- La Fille des bars
- Ohé capitaine
- La Brume sur le quai
- Le Matelot de Bordeaux
- Une fille dans chaque port
- Le Bateau espagnol (Léo Ferré)
- Tout comme un homme
- Comme une feuille au vent
- Obsession, 1933 (Edmond Haraucourt - Laurent Rualten)
- La Belle Croisière, 1934
- Une femme, 1934
- Ouvre, 1934 (Edmond Haraucourt - Laurent Rualten)
- La Maison des marins, 1934
- Les Filles de Saint-Malo, 1934
- La Fille des bars, 1934
- La Belle Escale, 1935
- Le Doux Caboulot, 1935
- Si l'on gardait, 1935
- La Belle d'Ouessant, 1935
- Mon légionnaire, 1936
- Sous tes doigts, 1936
- La Tonnelle des amoureux, 1936
- Hawaï nous appelle, 1936
- La Java du clair de lune, 1936
- La Chanson de la belle pirate, 1936
- Nuit tropicale, 1937
- Mon secret, 1938
- Johnny Palmer, 1938
- Si j'étais une cigarette, 1938
- Escale, 1938
- La danseuse est créole, 1938 (Jacques Plante - Louiguy)
- On danse sur le port, 1939
- J'écrirai, 1939 (Suzy Solidor)
- Mon cœur est triste sans amour, 1940
- Je ne veux qu'une nuit, 1941
- Lily Marlène, 1942
- La Jolie Julie, 1942
- À quoi songes-tu ?, 1943
- Le Soldat de marine, 1943
- Trois lettres de toi, 1943
- Le Petit Rat, 1947
- Un air d'accordéon, 1947
- Un refrain chantait, 1947
- Amours banales, 1947
- L'amour commande, 1948
- Saïgon, 1948
- Congo, 1948
- Nature boy, 1948
- L'Inconnue de Londres, 1948 (Léo Ferré)
- Soir de septembre, 1948
- J'aime l'accordéon, 1949
- Casablanca, 1949
- Valsez, Laurence, 1950
- La Foule, 1951
- Brasileira, 1951
- Judas, 1952
- La Brume, 1952
- Danse de la corde, 1952
- La Dame qui chante, 1952
- Si le Rhône rencontrait la Seine, 1952
- Amor y mas amor, 1952

## Romans
- Térésine, éditions de France, Paris, 1939 (220 p.)
- Fil d'or, éditions de France, Paris, 1940 (217 p.) - roman dédié « à ceux du large et à ceux du bled, à tous ceux des avant-postes, à ceux qui tiennent les portes de l'Empire... »
- Le Fortuné de l'Amphitrite, éditions de France, Paris, 1941 (213 p.)
- La vie commence au large, éditions du Sablon, Bruxelles-Paris, 1944 (242 p.)

## Théâtre
- 1937 : L'Opéra de quat'sous de Bertolt Brecht, adaptation française d'André Mauprey et Ninon Tallon, mise en scène de Raymond Rouleau et Francesco von Mendelssohn, théâtre de l'Étoile : Jenny-la-Paille
- 1951 : L'École des hommes de Jean-Pierre Giraudoux, théâtre Michel - pièce écrite pour elle, où elle incarne une artiste peintre qui n'aime pas les hommes.

## Filmographie
- Escale (1935) de Louis Valray [20]
- La Garçonne  ou Jalousie (1936) de Jean de Limur, d'après le roman éponyme de Victor Margueritte
- Ceux du ciel (1941) d'Yvan Noé

### Discographie
- Martin Pénet (éd.), Chansons interlopes, 1906-1966, Labelchanson, 2006 (2CD)
- Martin Pénet (éd.), Suzy Solidor au cabaret, enregistrements rares et inédits (1933-1963), Labelchanson, 2007

### Documentaires
- Alain Gallet, Suzy Solidor, un étrange destin, documentaire, 52 min, Aligal Production et France 3 Ouest (DVD).
- Interview à la radio de Suzy Solidor, vers 1980 , Archives Départementales des Alpes-Maritimes, Documents sonores isolés, 1AV62/1. Mis en ligne le 18 juin 2012. Consulté le 19 mars 2017